# BWF International Series 2016
Die BWF International Series 2016 war die zehnte Auflage der BWF International Series im Badminton.

## Turniere und Sieger
| Veranstaltung           | Herreneinzel                | Dameneinzel             | Herrendoppel                              | Damendoppel                                 | Mixed                                        |
| ----------------------- | --------------------------- | ----------------------- | ----------------------------------------- | ------------------------------------------- | -------------------------------------------- |
| Estland                 | Ville Lång                  | Lianne Tan              | Jones Ralfy Jansen Josche Zurwonne        | Anastasiia Akchurina Olga Morozova          | Alexandr Zinchenko Olga Morozova             |
| Iceland                 | Kim Bruun                   | Julie Dawal Jakobsen    | Chris Coles Adam Hall                     | Jessica Pugh Sarah Walker                   | Anton Kaisti Cheryl Seinen                   |
| USA                     | Indra Bagus Ade Chandra     | Jeanine Cicognini       | David Yedija Pohan Ricky Alverino Sidarta | Nicole Marquez Adelina Quiñones             | David Yedija Pohan Jenna Gozali              |
| Guatemala               | Osleni Guerrero             | Lohaynny Vicente        | Alwin Francis Tarun Kona                  | Mariana Paiz Nikte Sotomayor                | Jonathan Solís Nikte Sotomayor               |
| Uganda                  | Niluka Karunaratne          | Telma Santos            | Dinuka Karunaratne Niluka Karunaratne     | Cemre Fere Ebru Yazgan                      | Abdelrahman Kashkal Hadia Hosny              |
| Peru                    | Yusuke Onodera              | Airi Mikkelä            | Alwin Francis Tarun Kona                  | Chisato Hoshi Naru Shinoya                  | Mario Cuba Katherine Winder                  |
| Portugal                | Niluka Karunaratne          | Mia Blichfeldt          | Ong Yew Sin Teo Ee Yi                     | Goh Yea Ching Peck Yen Wei                  | Mikkel Mikkelsen Mai Surrow                  |
| Rumänien                | Pannawit Thongnuam          | Lee Ying Ying           | Ong Yew Sin Teo Ee Yi                     | Jessica Pugh Cheryl Seinen                  | Wong Fai Yin Shevon Jemie Lai                |
| Jamaica                 | Pedro Martins               | Jeanine Cicognini       | Matijs Dierickx Freek Golinski            | Ruth Williams Katherine Wynter              | David Obernosterer Elisabeth Baldauf         |
| Kuba                    | Kim Bruun                   | Fabienne Deprez         | Miłosz Bochat Paweł Pietryja              | Jenny Nyström Sonja Pekkola                 | Paweł Pietryja Aneta Wojtkowska              |
| Chile                   | Osleni Guerrero             | Özge Bayrak             | Diego Castillo Alonso Medel               | no competition                              | Iván León Camila Macaya                      |
| Niederlande             | Pablo Abián                 | Yvonne Li               | Alexander Bond Joel Eipe                  | Chloe Birch Sophie Brown                    | Alexander Bond Ditte Søby Hansen             |
| Griechenland            | Kim Bruun                   | Fabienne Deprez         | Miłosz Bochat Paweł Pietryja              | Jenny Nyström Sonja Pekkola                 | Paweł Pietryja Aneta Wojtkowska              |
| Indonesien              | Goh Giap Chin               | Moe Araki               | Fajar Alfian Muhammad Rian Ardianto       | Apriyani Rahayu Jauza Fadhila Sugiarto      | Agripina Prima Rahmanto Apriyani Rahayu      |
| Slowenien               | Kieran Merrilees            | Julie Dawal Jakobsen    | Joshua Magee Sam Magee                    | Chloe Birch Sarah Walker                    | Mikkel Mikkelsen Mai Surrow                  |
| Mauritius               | Rahul Yadav Chittaboina     | Saili Rane              | Satwiksairaj Rankireddy Chirag Shetty     | Lee Zhi Qing Prajakta Sawant                | Satwiksairaj Rankireddy Maneesha Kukkapalli  |
| Bulgarien               | Patrick Bjerregaard         | Clara Azurmendi         | Pakin Kuna-anuvit Natthapat Trinkajee     | Cemre Fere Neslihan Kılıç                   | Rodion Alimov Alina Davletova                |
| Singapur                | Satheishtharan Ramachandran | Asty Dwi Widyaningrum   | Goh Sze Fei Nur Izzuddin                  | Suci Rizky Andini Yulfira Barkah            | Yantoni Edy Saputra Marsheilla Gischa Islami |
| Mexiko                  | Vilson Vattanirappel        | Haramara Gaitan         | Jesús Barajas Luis Montoya                | Cynthia González Mariana Ugalde             | Vilson Vattanirappel Cynthia González        |
| Australien              | Lu Chia-hung                | Shiori Saito            | Lee Fang-chih Lee Fang-jen                | Yuho Imai Haruka Yonemoto                   | Yang Ming-tse Lee Chia-hsin                  |
| Polen                   | Sourabh Varma               | Rituparna Das           | Chris Coles Gregory Mairs                 | Sanjana Santosh Arathi Sara Sunil           | Paweł Pietryja Aneta Wojtkowska              |
| Kolumbien               | Rubén Castellanos           | Nikte Sotomayor         | Rubén Castellanos Aníbal Marroquín        | Ángela Ordóñez Magly Villamizar Ordoñez     | Jonathan Solís Nikte Sotomayor               |
| Vietnam                 | Nguyễn Tiến Minh            | Chen Su-yu              | Đỗ Tuấn Đức Phạm Hồng Nam                 | Nguyễn Thị Sen Vũ Thị Trang                 | Rinov Rivaldy Vania Arianti Sukoco           |
| Äthiopien               | Rosario Maddaloni           | Menna Eltanany          | Matteo Bellucci Fabio Caponio             | Silvia Garino Lisa Iversen                  | Ahmed Salah Menna Eltanany                   |
| Pakistan                | Rizwan Azam                 | Palwasha Bashir         | Rizwan Azam Sulehri Kashif Ali            | Palwasha Bashir Saima Manzoor               | Ratnajit Tamang Nangsal Tamang               |
| Schweiz                 | Sam Parsons                 | Sabrina Jaquet          | Goh Sze Fei Nur Izzuddin                  | Cheryl Seinen Iris Tabeling                 | Oliver Schaller Céline Burkart               |
| Ägypten                 | Milan Ludík                 | Gerda Voitechovskaja    | Vanmael Heriau Florent Riancho            | Kristina Silich Gerda Voitechovskaja        | Ahmed Salah Menna Eltanany                   |
| Dominikanische Republik | Matteo Bellucci             | Nairoby Abigail Jiménez | William Cabrera Nelson Javier             | Nairoby Abigail Jiménez Bermary Polanco     | William Cabrera Licelott Sánchez             |
| Suriname                | Misha Zilberman             | Solángel Guzmán         | Cory Fanus Dakeil Thorpe                  | Solángel Guzmán Jada Renales                | Misha Zilberman Svetlana Zilberman           |
| Norwegen                | Kalle Koljonen              | Yap Rui Chen            | Oliver Leydon-Davis Lasse Mølhede         | Julie Finne-Ipsen Rikke S. Hansen           | Anton Kaisti Jenny Nyström                   |
| Indien                  | Lakshya Sen                 | Rituparna Das           | Satwiksairaj Rankireddy Chirag Shetty     | Goh Yea Ching Lim Chiew Sien                | Satwiksairaj Rankireddy Maneesha Kukkapalli  |
| Finnland                | Victor Svendsen             | Irina Amalie Andersen   | Jeppe Bay Rasmus Kjær                     | Irina Amalie Andersen Julie Dawall Jakobsen | Anton Kaisti Jenny Nyström                   |
| Sambia                  | Maxime Moreels              | Menna Eltanany          | Aatish Lubah Georges Paul                 | Evelyn Siamupangila Ogar Siamupangila       | Ahmed Salah Menna Eltanany                   |
| Südafrika               | Jacob Maliekal              | Evgeniya Kosetskaya     | Abdelrahman Abdelhakim Ahmed Salah        | Michelle Butler-Emmett Jennifer Fry         | Anatoliy Yartsev Evgeniya Kosetskaya         |
| Botswana                | Anatoliy Yartsev            | Evgeniya Kosetskaya     | Alwin Francis Tarun Kona                  | Doha Hany Hadia Hosny                       | Anatoliy Yartsev Evgeniya Kosetskaya         |
| Nepal                   | Abhishek Yelegar            | Nguyễn Thùy Linh        | M. R. Arjun Shlok Ramchandran             | J. Meghana Poorvisha Ram                    | Saurabh Sharma Anoushka Parikh               |
| Türkei                  | Patrick Bjerregaard         | Cemre Fere              | Vanmael Hériau Florent Riancho            | Özge Bayrak Neslihan Yiğit                  | Melih Turgut Fatma Nur Yavuz                 |